# ГЕС Dàxiá
ГЕС Dàxiá (大峡水电站) — гідроелектростанція на півночі Китаю у провінції Ганьсу. Знаходячись між ГЕС Xiǎoxiá (вище по течії) та ГЕС Wūjīnxiá, входить до складу каскаду на одній з найбільших річок світу Хуанхе. 
В межах проекту річку перекрили бетонною гравітаційною греблею висотою 72 метра та довжиною 258 метрів. Вона утримує водосховище з об’ємом 90 млн м3 та припустимим коливанням рівня поверхні у операційному режимі між позначками 1477,8 та 1480 метрів НРМ. 
Інтегрований у греблю машинний зал обладнали п’ятьма турбінами типу Каплан – чотирма потужністю по 75 МВт та однією з показником 24,5 МВт. Вони використовують напір у 23 метра та забезпечують виробництво 1492 млн кВт-год електроенергії на рік.
Видача продукції відбувається по ЛЕП, розрахованій на роботу під напругою 220 кВ.
Під час будівництва провели виїмку 2,3 млн м3 породи та використали 520 тис м3 бетону.